# Виктор Маклаглън
Виктор Маклаглън (на английски: Victor Andrew de Bier Everleigh McLaglen) е английски актьор.

## Биография
На четиринадесет-годишна възраст напуска дома си с намерението да се присъедини към британската армия, но е принуден да напусне след като откриват истинската му възраст. На осемнадесет-годишна възраст заминава за Канада, където се прехранва като боксьор и борец. През 1913 година се завръща в Англия, участва в Първата световна война, като междувременно продължава да се занимава с бокс и получава роли в неми филми. През 1920-те заминава за Холивуд и получава известност, предимно с ролите си на пияници. През 1936 година получава Оскар за филма „Доносникът“ (1935 г.)
Има три брака. Умира от сърдечен удар през 1959 година.

## Избрана филмография
| Година | Филм                     | Оригинално заглавие         | Роля                     | Режисьор        |
| ------ | ------------------------ | --------------------------- | ------------------------ | --------------- |
| 1948   | Форт Апачи               | Fort Apache                 | Сержант Фестус Мулкахи   | Джон Форд       |
| 1949   | Тя носеше жълта панделка | She Wore a Yellow Ribbon    | Сержант Куинкенън        | Джон Форд       |
| 1950   | Рио Гранде               | Rio Grande                  | Сержант Тимоти Куинкенън | Джон Форд       |
| 1952   | Тихият човек             | The Quiet Man               | Уил Данахър              | Джон Форд       |
| 1956   | Около света за 80 дни    | Around the World in 80 Days | кормчия на „Хенриета“    | Майкъл Андерсън |